# Contracaecum
Contracaecum es un género de nematodos. Los nematodos son un phylum de gusanos no segmentados, recubiertos de una cutícula gruesa y que tienen una vida libre o parasitaria.
Las especie de nemátodos de este género, junto con otros, son responsables de la anisakiasis, enfermedad parasitaria causada por la ingestión de alimentos contaminados.

## Lista de especies
- Contracaecum aduncum (Rudolphi, 1802).
- Contracaecum benimasu.
- Contracaecum brachyurum.
- Contracaecum chaunaxi.
- Contracaecum cornutum.
- Contracaecum crassicaudatum.
- Contracaecum elongatum.
- Contracaecum fabri.
- Contracaecum habena (Linton, 1900).
- Contracaecum hippoglossi.
- Contracaecum histiophori (Yamaguti, 1935).
- Contracaecum hypomesi.
- Contracaecum longispiculum.
- Contracaecum melichthysi (Olsen).
- Contracaecum ochotense.
- Contracaecum ogcocephali.
- Contracaecum osculatum.
- Contracaecum oshoroensis.
- Contracaecum plagiostomorum.
- Contracaecum robustum.
- Contracaecum saba.
- Contracaecum spiculigerum.
- Contracaecum tridentatum.
- Contracaecum unidentatum.
- Contracaecum zenopsis.